# مثورال مهناء (حريضة)

تعديل مصدري - تعديل

مثورال مهناء هي إحدى قرى عزلة حريضة بمديرية حريضة التابعة لمحافظة حضرموت، بلغ تعداد سكانها 85 نسمة حسب تعداد اليمن لعام 2004.